# Owen Wilson
Owen Cunningham Wilson (født 18. november 1968) er en amerikansk skuespiller og Oscar-nomineret manuskriptforfatter. Han er mest kendt for at spille den sjove type i blandt andre Shanghai Noon, Shanghai Knights og Wedding Crashers, men har også været med i få seriøse roller, som for eksempel actionfilmen Behind Enemy Lines, og som den elskværdige far Nate i filmdramaet Wonder.

## Tidlige liv
Owen Wilson blev født i Dallas, Texas i USA. Hans forældre, tv-produceren Robert Andrew Wilson og fotografen Laura Cunningham Wilson, er begge af irsk-katolsk afstamning. Wilson har to brødre, og er selv det mellemste barn i familien. Hans storebror Andrew Wilson er filminstruktør og hans lillebror Luke Wilson er også en kendt skuespiller. Mens han som barn boede i Dallas gik han på The Lamplighter School og St. Mark's School of Texas, hvorfra han blev bortvist i 10. klasse for at have snydt i geometri ved at have stjålet sin læres facitbog til at kunne lave sine lektier nemmere og hurtigere. Han aftalte derfor med forældrene at tage high school på New Mexico Military Institute i Roswell, som havde disciplin. Efterfølgende studerede han på University of Texas at Austin, hvor han dumpede på grund af vanskeligheder med spansk og matematik. Det var her han mødte sin fremtidige samarbejdspartner Wes Anderson. Da hans familie var ateister, blev han ikke døbt som barn, men blev senere i livet involveret i den romersk-katolske kirke via RCIA (the Rite of Christian Initiation in Adults) og bekender sig nu til katolicismen.

## Karriere

### Vejen til berømmelse
I 1993, medforfattede og medvirkede Wilson i en kortfilm ved navn Bottle Rocket, instrueret af værelses- og klassekammeraten Wes Anderson. Kortfilmen var en komedie-krimi og handlede om et kup i en boghandel og blev vist ved Sundance Film Festival samme år. Instruktøren og produceren James L. Brooks viste interesse for filmen og gav Wilson og Anderson mulighed for at lave kortfilmen til en rigtig spillefilm med støtte fra Gracie Films. Filmen fik premiere i 1996 og fik stor kultstatus. Den fik også stor anerkendelse fra kritikerne, men tjente kun en million dollars i biograferne. Publikum fik en god chance for at analysere Wilsons særlige skuespillerevner i rollen som Dignan.
Han arbejde også sammen med Anderson som kreative medarbejder på Andersons næste to instruerende indsatser, Rushmore (1998) og The Royal Tenenbaums (2001), for hvilken han blev nomineret til en Oscar for bedste originale manuskript.
Wilson optrådte ikke som skuespiller i Rushmore, men han havde en "optræden": han og Anderson forklarede på Criterion Collection DVD-udgaven på kommentarsporet at Wilson optræder som Rosemary Crosss døde mand, Edward Appleby. Da Max Fischer besøger Miss Cross i Applebys soveværelse, er der fotografier af en ung Owen Wilson hængende på væggen i scenen.  Wilson og Anderson kan også ses kørende i go-carts i baggrunden af en indstilling af Max Fisher, der viser sin go-cart.
Wilson blev hurtigt castet i roller i storbudgetsfilm, som Hybridmanden (med Jim Carrey i hovedrollen), instrueret af Ben Stiller, som var en tidlig beundrer af Bottle Rocket. Efter mindre roller i film som Anaconda, Armageddon og The Haunting, optrådte Wilson i to dramatiske roller: en birolle i Permanent Midnight, hvor Stiller spillede hovedrollen som en narko-afhængig tv-skribent; og en rolle som seriemorder i The Minus Man. Han havde også en cameo i skateboardvideoen Yeah Right! i 2003.

### Filmstjerne
Wilson fik sit store gennembrud i action-western-komediefilmen Shanghai Noon, hvor han spillede hovedrollen overfor Hong Kong kampsportsstjernen  Jackie Chan. Filmen indtjente næsten $100 million verden over. Hans berømmelse fortsatte med at stige efter at have spillet sammen med Ben Stiller og Will Ferrell i komediefilmen Zoolander fra 2001. 
Gene Hackman lagde mærke til Wilsons optræden i Shanghai Noon og anbefalede ham til at spille hovedrollen i actionfilmen Behind Enemy Lines (2001). Det var også i 2001, Wilson og Anderson samarbejdede på deres 3. spillefilm, The Royal Tenenbaums, der var en finansiel og kritisk succes. Komedien havde et stjernecast i hovedrollerne med blandt andre Gene Hackman, Ben Stiller, Bill Murray, Anjelica Huston, Gwyneth Paltrow, Danny Glover, Seymour Cassel og broren Luke. Owen Wilson havde en mindeværdig birolle i filmen som Eli Cash, en stof-afhængig bon vivant, der bliver litterært berømthed. Den skaffede skriveholdet en nominering til en Oscar for bedste originale manuskript.
Wilson vendte tilbage til makkerpargenren i 2002 med actionkomedien I Spy, sammen med Eddie Murphy. Filmatiseringen af fjernsynsserien floppede i sin indtjening. Han genoptog hefter til rolle med Chan i Shanghai Knights (2003) og filmatiseringen af fjernsynsserien Starsky & Hutch (2004). På grund af sin travle tidsplan som skuespiller, var Wilson for optaget til at kunne samarbejde med Wes Anderson på manuskriptskrivningen til den 4. spillefilm, The Life Aquatic with Steve Zissou (2004). Anderson fik derfor hjælp til manuskriptet af  filmmageren Noah Baumbach. Wilson spillede dog med i filmen som Bill Murrays mulige søn, Ned Plimpton, en rolle specielt skrevet til Wilson.
Wilson spillede i 2005 sammen med Vince Vaughn i komedien Wedding Crashers, der indtjente mere end $200 millioner i USA alene. Også i 2005, arbejde Owen sammen med sine brødre i The Wendell Baker Story, skrevet af broren Luke, og instrueret af Luke og broren Andrew. I 2006, lagde Wilson stemme til Lightning McQueen i Disney/Pixar filmen Biler, medvirkede i You, Me and Dupree med Kate Hudson, og optrådte med Stiller i Nat på Museet som Jedidiah, en cowboy i en ikke krediteret rolle.
Wilson har til dato optrådt i ni film med Stiller (en ven gennem mange år): Hybridmanden (1996), Permanent Midnight (1998), Meet the Parents (2000), Zoolander (2001), The Royal Tenenbaums (2001), Starsky & Hutch (2004), Meet the Fockers (2004), Nat på Museet (2006), og fortsættelsen Nat på Museet 2 (2009).
Wilson har optrådt i en anden Wes Anderson film, The Darjeeling Limited, der blev vist til den 45. udgave af New York Film Festival, på Filmfestivalen i Venedig og havde premiere den 30. september 2007, hvor han spillede sammen med Jason Schwartzman and Adrien Brody. Herefter optrådte Wilson i Judd Apatow-komedien, Drillbit Taylor, udgivet i marts i 2008. Han spillede også med i filmen, Marley & Me (2009), hvor han spillede sammen med Jennifer Aniston.
Owen lagde også stemme til Whackbat Coach Skip i Wes Andersons version af Den fantastiske Hr. Ræv.
Wilson havde en gæsteoptræden i NBC-komedien Community med Frat Pack medlemmet Jack Black. Han optræder også i filmen The Big Year, en tilpasning af Mark Obmasciks bog The Big Year: A Tale of Man, Nature and Fowl Obsession. Filmen er sat til en udgivelse i oktober 2011 af 20th Century Fox og de øvrige medvirkende består blandt andre af Jack Black, JoBeth Williams, Steve Martin og Rashida Jones.

### Frat Pack Gruppen
Samtlige af Wilsons roller har varieret mellem små sorte komedier med Anderson, og film med store budgetter, heriblandt syv film med komiske skuespiller Ben Stiller. Wilson og Stiller, samt Wilsons lillebror Luke anses for at være kernemedlemmerne i Frat Pack Gruppen som også inkluderer: Vince Vaughn, Will Ferrell, Luke Wilson, Jack Black og Steve Carell.

### Næsen
Wilsons største kendetegn er hans skæve næse, som han har brækket to gange gennem sit liv. Første gang i high school for at have drillet en ven, og anden gang under et spil amerikansk fodbold.

## Synkronisering i udlandet
Owen Wilson er på de udenlandske synkroniserede udgaver af sine film blevet dubbet af adskillige stemmeskuespillere. På tysk er det primært Nicolas Böll eller Philipp Moog, der har stået for arbejdet mens det har været, Massimo De Ambrosis, Massimiliano Manfredi og Francesco Bulckaen på italiensk, Eric Legrand, Lionel Tua og Axel Kiener på fransk, Antoine Durand og Luis de Cespedes, Michel Lapointe i Canada. På dansk er Owen blevet dubbet af David Owe og Nicolaj Kopernikus.

## Falsk Nyhedsdødsulykke
Den 29. december 2010 cirkulerede nyheden, der senere blev bekræftet som falsk, at Owen Wilson var død i en snowboardulykke på et skisportssted i Schweiz. Andre skuespillere blev også ofre for falske rapporter om dødsulykker på tilsvarende datoer. Mange af disse historier blev sendt rundt som rygter fra netværk som Twitter, Facebook, etc.

## Privatliv
Gennem sin 10-årige karriere har Wilson haft adskillige forhold med kendte personligheder. Heraf kan nævnes: Winona Ryder, Gina Gershon og Demi Moore. Hans mest omtalte og længste forhold var med rocksangerinden Sheryl Crow. Hans seneste forhold var med Kate Hudson, som han mødte under optagelserne til filmen “how to Lose a guy in 10 days”
2002-udgivelsen af albummet C'mon C'mon af Owens tidligere kæreste Sheryl Crow indeholder sangen Safe and Sound, som er dedikeret til Owen og siges at være et selvbiografisk hensyn til deres forhold.[kilde mangler]
Den 26. august 2007 blev Owen ført til Saint John's Health Center i Santa Monica efter et mislykket forsøg på at begå selvmord. Dette skete samtidig med indspilningen af filmen Tropic Thunder (instrueret at hans kollega og ven Ben Stiller) fandt sted, hvor han spillede en cameo-rolle. Han blev erstattet af skuespilleren Matthew McConaughey.
Den 10. januar 2011, meddelte Wilsons repræsentant, at Wilson og hans kæreste, juristen Jade Duell (født 1982), ventede et barn. Blot fire dage senere, den 14. januar, blev det bekræftet, at Duell havde født en lille dreng i Hawaii, ved navn Robert Ford Wilson.

## Filmografi

### Løn
I amerikanske dollars
- Shanghai Noon (2000) 4 millioner dollars
- Behind Enemy Lines (2001) 3 millioner dollars
- Zoolander (2001) 2 millioner dollars
- Starsky & Hutch (2004) 10 millioner dollars
- Wedding Crashers (2005) 10 millioner dollars
- You, Me and Dupree (2006) 20 millioner dollars
- Biler (2006) 4 millioner dollars
- Marmaduke (2010) 1 million dollars
- Alt Hvad Du Har (2010) 8 millioner dollars
- Little Fockers (2010) 15 millioner dollars
- Hall Pass (2010) 8 millioner dollars
- The Big Year (2010) 8 millioner dollars
- Biler 2 (2010) 2.5 millioner dollars

Vanity Fair har offentliggjort en liste over de Top 40 Hollywood-berømtheder med flest indtægter i hele 2010. Wilson blev rangeret som nr. 26 på listen og tjente et anslået beløb på $ 19,5 millioner dollars for sine film.
| År   | Film                                       | Rolle                             | Kommentarer |
| ---- | ------------------------------------------ | --------------------------------- | --- |
| 1996 | Bottle Rocket                              | Dignan                            | Også manuskriptforfatter Var også med i en kortfilm med samme navn                                                                               |
| 1996 | Hybridmanden                               | Robin's date                      | |
| 1997 | Anaconda                                   | Gary Dixon                        | |
| 1998 | Armageddon                                 | Oscar                             | |
| 1998 | Rushmore                                   | Edward Applebee                   | Ansvarlig producent, manuskriptforfatter |
| 1998 | Permanent Midnight                         | Nicky                             | |
| 1999 | Heat Vision and Jack                       | Heat Vision                       | Kun stemme Tv-film |
| 1999 | The Haunting                               | Luke Sanderson                    | |
| 1999 | American Dream                             | Monte Rapid                       | |
| 1999 | The Minus Man                              | Vann Siegert                      | |
| 2000 | Meet the Parents                           | Kevin Rawley                      | |
| 2000 | Shanghai Noon                              | Roy O'Bannon                      | |
| 2001 | Behind Enemy Lines                         | Lt. Chris Burnett                 | |
| 2001 | The Royal Tenenbaums                       | Eli Cash                          | Også ansvarlig producent/manuskriptforfatter Nomineret - Oscar for bedste originale manuskript Nomineret - BAFTA for Bedste originale manuskript |
| 2001 | Zoolander                                  | Hansel McDonald                   | Nomineret - MTV Movie Award for Bedste filmpar                                                                                                   |
| 2002 | I Spy                                      | Alex Scott                        | |
| 2003 | Shanghai Knights                           | Roy O'Bannon                      | Nomineret - MTV Movie Award for Bedste filmpar                                                                                                   |
| 2003 | Yeah Right!                                | Som seg selv                      | Gæsteoptræden |
| 2004 | The Life Aquatic with Steve Zissou         | Ned Plimpton                      | Nomineret - Broadcast Film Critics Association Award for Best Cast                                                                               |
| 2004 | Meet the Fockers                           | Kevin Rawley                      | |
| 2004 | Jorden rundt i 80 dage                     | Wilbur Wright                     | Cameo |
| 2004 | Starsky & Hutch                            | Ken Hutchinson                    | MTV Movie Awards for Bedste Kys Nomineret - MTV Movie Award for Bedste filmpar                                                                   |
| 2004 | The Big Bounce                             | Jack Ryan                         | |
| 2005 | The Wendell Baker Story                    | Neil King                         | |
| 2005 | Wedding Crashers                           | John Beckwith                     | MTV Movie Award for Bedste filmpar Nomineret - MTV Movie Award for Bedste Komiske Optræden                                                       |
| 2006 | Nat på museet                              | Jedediah Smith                    | ukrediteret |
| 2006 | You, Me and Dupree                         | Randolph Dupree                   | Også producent |
| 2006 | Biler                                      | Lynet McQueen                     | Kun stemme |
| 2007 | The Darjeeling Limited                     | Francis Whitman                   | |
| 2008 | Drillbit Taylor                            | Drillbit Taylor                   | |
| 2008 | Marley & Me                                | John Grogan                       | |
| 2009 | Nat på museet 2                            | Jedediah Smith                    | |
| 2009 | Den fantastiske Hr. Ræv                    | Coach Skip                        | Stemme |
| 2010 | Marmaduke                                  | Marmaduke                         | Stemme |
| 2010 | Alt Hvad Du Har                            | Manny                             | |
| 2010 | Little Fockers                             | Kevin Rawley                      | |
| 2011 | Alt tilladt                                | Rick                              | |
| 2011 | Biler 2                                    | Lynet McQueen                     | Kun stemme |
| 2011 | MAD                                        | Jason, Baby Edward, andre stemmer | |
| 2011 | Midnight in Paris                          | Gil                               | |
| 2011 | The Big Year                               | Kenny Bostick                     | |
| 2014 | The Grand Budapest Hotel                   | Monsieur Chuck                    | |
| 2014 | Inherent Vice                              | Coy Harlingen                     | |
| 2014 | Cars Toons: Tales From Radiator Springs    | Lynet McQueen                     | Kun stemme |
| 2014 | Nat på museet 3: Gravkammerets hemmelighed | Jedediah Smith                    | |
| 2015 | Masterminds                                | Steve                             | |
| 2015 | She's Funny That Way                       | Arnold Albertson                  | |
| 2017 | Wonder                                     | Nate                              | |